# Lienella mimatoria
Lienella mimatoria là một loài tò vò trong họ Ichneumonidae.